# 霍恩山 (阿拉巴马州)
霍恩山（英文：Horn Hill），是美国阿拉巴马州下属的一座城市。面积约为2.56平方英里（约合6.62平方公里）。根据2010年美国人口普查，该市有人口228人，人口密度为89.24/平方英里（约合34.44/平方公里）。